# 荡口华氏老义庄
31°31′38″N 120°32′58″E / 31.52728°N 120.54947°E
荡口华氏老义庄，又称荡口华氏义庄，位于中华人民共和国江苏省无锡市锡山区鹅湖镇荡口古镇景区内人民路进步街，是当地华氏家族的义庄。

## 沿革
荡口华氏义庄是无锡第一家义庄，有“江南第一义庄”之称。乾隆八年（1743年），老义庄由华进思、华公弼父子始建。1875年，华鸿模开始筹办华氏义庄，并一度控制无锡粮食交易市场。至清末义田达7000亩，义庄除救助鳏、寡、孤、独外，主要负责划出义学田、专供族内子弟上学。其中音乐家华秋苹、实业家华绎之、画家华君武、作曲家王莘等都出自荡口。

## 特点与保护
老义庄现存有房屋四进、占地面积2500平方米。自南向北依次为隔河照壁、码头、八字照壁、门厅、轿厅、正厅、后厅。正厅、后厅均为三间七架楠木结构。2002年，江苏省人民政府公布华氏老义庄为第五批江苏省文物保护单位。2007年，无锡锡山区、鹅湖镇人民政府对其进行修缮。2019年，中华人民共和国国务院收录其为第八批全国重点文物保护单位。